# Damba
 Damba  es una comuna y también un municipio (Concelho de Damba) de la provincia de Uíge, en el noroeste de Angola, región fronteriza con la República Democrática del Congo. 

## Geografía
El término tiene una extensión superficial de 6.915  km² y una población de 131.525 habitantes.
Linda al norte con el municipio de  Maquela de Zombo; 
al este con los de  Sanza Pombo y de Buengas; 
al sur con los municipios de Bungo, de Songo y de Mucaba; 
y al oeste con los de Bembe y de Cuimba, este último en la provincia de Zaire.

## Comunas
Este municipio agrupa cinco comunas:
- Damba, sede.
- Petecusso,
- Nsosso,
- Camantambo,
- Lemboa.